# Armando Basto
Armando Pereira de Basto (Porto, 1889 — Braga, 1923) foi um pintor, caricaturista, escultor e decorador português.

## Vida e obra

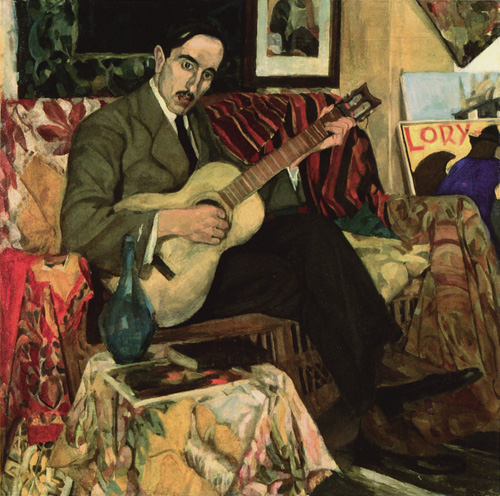
O meu violão não tem cordas, só serve para isto (retrato do Dr. Pimentel), 1918, óleo sobre tela, 104,5 x 104,5 cm

Frequentou a Academia Portuense de Belas Artes entre os anos de 1903 e 1910 (desenho; arquitetura), tendo sido aluno de José de Brito e de Marques de Oliveira. Neste período obteve, num concurso de arquitetura, o Prémio Soares dos Reis.
Em 1910 viajou para Paris por formar a completar os seus estudos. Na capital francesa tem contacto com os trabalhos de Édouard Manet e Amedeo Modigliani, frequenta a Cité Falguière, Montparnasse, expoem no Salon des Humoristes, no Palis de Glace, lança a revista Génio Latino juntamente com Aquilino Ribeiro e Leal da Câmara e onde participam Manuel Jardim e Anjos Teixeira. De regresso a Portugal, a sua maior influência terá sido a de Columbano Bordalo Pinheiro, nomeadamente na adopção das tonalidades sombrias, segundo Fernando de Pamplona. Em 1912 expõe individualmente no Porto (Salão da Fotografia Luso-Brasileira). É também neste período que a tuberculose – que o viria a vitimar prematuramente em 1923 –, se manifesta obrigando à sua hospitalização em 1914; no final desse ano regressa de Paris e dedica-se à pintura e a trabalhos gráficos.
Admirador dos caricaturistas portugueses como Rafael Bordalo Pinheiro, Celso Hermínio ou Leal da Câmara e também de franceses e alemães, participou em exposições marcantes desse primeiro momento da afirmação das correntes renovadoras no panorama artístico português (assinalem-se obras como "O Lindo Gesto da Revolução", onde retrata um popular a guardar um banco no dia 5 de Outubro de 1910), nomeadamente na I Exposição dos Humoristas e Modernistas (Porto, 1915), na dos Fantasistas (Porto, 1916) e na III Exposição dos Modernistas (Porto, 1019) e realiza três exposições individuais no Porto e em Lisboa, sendo a última no Salão Bobone, em 1920.
Foi colaborador dos jornais humorísticos  "O Riso" e "Lucifer" e fundou "O Monóculo" e "A Folia". Encontra-se colaboração da sua autoria no jornal de 1916 Miau!.. 
Em 1958 o Secretariado Nacional de Informação organizou uma exposição retrospetiva da sua obra, de que foi publicado um pequeno catálogo com textos de Diogo de Macedo.